# Bystra kusukusensis
Bystra kusukusensis är en stekelart som först beskrevs av Tohru Uchida 1929.  Bystra kusukusensis ingår i släktet Bystra och familjen brokparasitsteklar. Inga underarter finns listade.